# HMAS Kim
HMAS „Kim” – okręt pomocniczy należący do Royal Australian Navy w okresie II wojny światowej.

## Historia
Zbudowany w 1908 lugier „Kim” został zarekwirowany przez RAN 21 lutego 1942 i był używany jako pomocniczy stawiacz sieci. Okręt mierzył 15 metrów długości, 3,8 metry szerokości, a jego zanurzenie wynosiło 1,8 metrów. Napęd okrętu oprócz żagli stanowił 15-konny silnik
8 sierpnia 1944 okręt został odkupiony od poprzedniego właściciela, a w styczniu 1945 został wycofany ze służby i sprzedany.